# Benicarló
Benicarló település Spanyolországban, Castellón tartományban. Benicarló Càlig, Peníscola és Vinaròs községekkel határos. Lakosainak száma 29 607 fő (2024).

## Népesség
A település népessége az elmúlt években az alábbi módon változott:
| Lakosok száma | 20 644 | 22 653 | 24 427 | 26 655 | 26 553 | 26 521 | 26 486 | 26 912 | 27 658 | 29 607 |
|               | 2001   | 2004   | 2006   | 2009   | 2011   | 2014   | 2016   | 2019   | 2021   | 2024   |